# Biblioteka Sejmowa
Biblioteka Sejmowa (BS) – biblioteka naukowa funkcjonująca w strukturze organizacyjnej Kancelarii Sejmu.

## Historia[1]
Powstanie Biblioteki Sejmowej łączy się z odzyskaniem w 1918 r. niepodległości przez Państwo Polskie i wyborami do parlamentu w 1919 r. Została ona utworzona pod koniec tego roku, a po licznych zmianach organizacyjnych pełniła funkcję zarówno biblioteki, jak i archiwum Sejmu i Senatu.
Księgozbiór, wzbogacany materiałami Sejmu i Senatu oraz drukami urzędowymi, a także nabytkami z zakresu prawa, nauk społecznych, ekonomicznych i historycznych, liczył w 1939 r. 78 tys. woluminów. Podczas pożaru budynku Sejmu we wrześniu 1939 r. część zbiorów spłonęła, a ocalałe 62 tys. woluminów Niemcy wywieźli do Berlina, gdzie zaginęły w okolicznościach dotąd niewyjaśnionych. Jedynie nieznaczna część zbiorów, złożona pod koniec II wojny światowej w czeskim zamku Houska, wróciła do Polski.
W czasie II wojny światowej Biblioteka utraciła 61% swoich zbiorów (48 tys. z 78 tys. jednostek).
Po wojnie, jako biblioteka jednoizbowego wówczas parlamentu, otrzymała nazwę „Biblioteki Sejmowej” i rozpoczęła kształtowanie swoich zasobów praktycznie od początku. Zaczynem księgozbioru powojennej Biblioteki Sejmowej były zbiory Biblioteki Krajowej Rady Narodowej powstałej w Lublinie, w tym około 2 tys. książek przejętych w 1944 r. z magazynów przy ulicy Chopina 28 w Lublinie. W 1991 r. Biblioteka przejęła księgozbiór byłego Archiwum Lewicy Polskiej, liczący 145 tys. woluminów, a w 1993 r. przyłączono do niej Archiwum Sejmu.

## Zbiory
Biblioteka Sejmowa gromadzi obecnie:
- materiały biblioteczne,
- dokumentację archiwalną (Archiwum Sejmu),
- eksponaty muzealne (Wydział Muzealiów).

### Materiały biblioteczne
Zbiory materiałów bibliotecznych składają się z dwóch odrębnych fizycznie kolekcji, różniących się pochodzeniem, charakterem i lokalizacją. Pierwsza z nich – tzw. zbiory główne BS – zawiera materiały związane z podstawową funkcją BS jako biblioteki parlamentarnej, gromadzone od początku jej istnienia. Trzon drugiej stanowi księgozbiór Archiwum Lewicy Polskiej (poprzednio: Centralne Archiwum KC PZPR), włączony do BS w 1991 r., obecnie przechowywany i udostępniany w Wydziale Zbiorów Historii Społecznej BS.

#### Zbiory główne[4]
Zbiory główne BS to księgozbiór budowany od czasu powstania Biblioteki w 1919 r., a na skutek zniszczeń i znacznych strat wojennych – gromadzony w dużej mierze od nowa po 1945 r. Charakter tej części zbiorów wyznacza misja BS, jaką jest dokumentowanie i wspieranie procesu legislacyjnego, w tym zaspokajanie potrzeb zaplecza badawczego, doradczego i informacyjnego Sejmu. Z jednej strony BS gromadzi wydawnictwa parlamentarne i urzędowe, z drugiej – piśmiennictwo dotyczące szerokiego wachlarza zagadnień, będące teoretyczno–metodyczną podstawą prac legislacyjnych. Unikatową częścią księgozbioru jest komplet wydawnictw Sejmu i Senatu od 1919 r. (druków, sprawozdań stenograficznych, biuletynów z posiedzeń komisji itp.) oraz ustawodawstwa polskiego (dzienników ustaw, dzienników urzędowych ministerstw i urzędów centralnych oraz województw), a także analogiczne wydawnictwa z ok. 30 państw, głównie europejskich, pozyskiwane z reguły w drodze wymiany publikacji Sejmu i Senatu. BS dysponuje też urzędowymi wydawnictwami Unii Europejskiej, ONZ, Rady Europy, Unii Zachodnioeuropejskiej i NATO, wśród których znajdują się m.in. teksty konwencji, traktatów i innych umów międzynarodowych, wypracowanych przez te organizacje. Stale wzrasta liczba polskich i zagranicznych wydawnictw parlamentarnych i urzędowych dostępnych w BS równolegle lub wyłącznie w postaci dokumentów elektronicznych; od 2003 r. BS ma status elektronicznej biblioteki depozytowej ONZ, co oznacza przerwanie kompletowania wielu tytułów bieżących i pozwala na stopniową selekcję gromadzonej od ponad 50 lat dokumentacji ONZ w postaci drukowanej.
Przy doborze książek i czasopism do zbiorów BS stosowane są szczegółowe kryteria treściowe. Szczególnie bogato reprezentowane jest piśmiennictwo polskie i obce z następujących dziedzin i zagadnień:
- prawo, zwłaszcza prawo konstytucyjne (państwowe), parlamentarne, administracyjne, samorządowe, międzynarodowe, a także filozofia i socjologia prawa oraz zasady tworzenia i interpretacji prawa;
- ustrój państwowy i polityczny,
- stosunki i organizacje międzynarodowe,
- nauki polityczne,
- ekonomia,
- historia.Wniosek posłów klubu PSL-Piast w sprawie utworzenia Biblioteki Sejmowej.

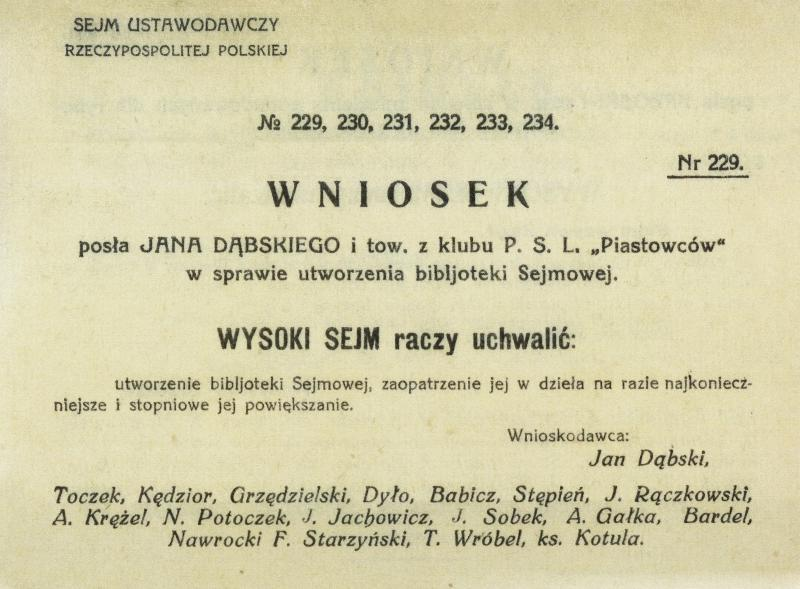
Wniosek posłów klubu PSL-Piast w sprawie utworzenia Biblioteki Sejmowej.

BS gromadzi też publicystykę polityczną oraz pamiętniki i biografie wybitnych działaczy politycznych i społecznych, szczególnie posłów i senatorów. Bogaty jest zbiór wydawnictw informacyjnych (encyklopedii, informatorów, bibliografii itp.), zarówno ogólnych, jak i specjalistycznych, zwłaszcza ze wskazanych wyżej dziedzin.
Wielkość zbiorów głównych BS wynosi ogółem ok. 423 500 jednostek, w tym:
- wydawnictwa parlamentarne i urzędowe – ok. 93 340 woluminów;
- wydawnictwa organizacji międzynarodowych – ok. 21 720 woluminów;
- książki – ok. 219 470 woluminów;
- czasopisma – ok. 85 850 woluminów;

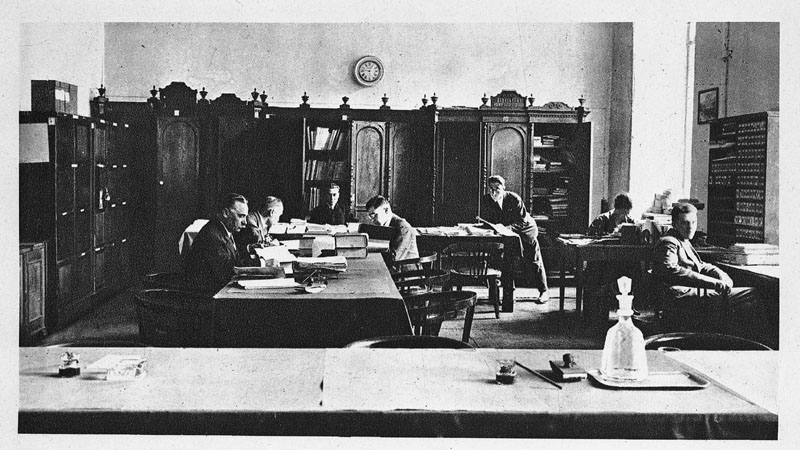
Czytelnia Biblioteki Sejmowej, lata 20. XX wieku.

#### Zbiory Wydziału Zbiorów Historii Społecznej[5]
Na zasób Wydziału ZHS składają się zbiory biblioteczne byłego Centralnego Archiwum KC PZPR, przejęte przez BS w 1991 r. oraz gromadzona po tej dacie literatura poświęcona historii społeczno-politycznej Polski oraz przemianom w Europie Środkowo-Wschodniej. Profil gromadzenia kolekcji książek i czasopism obejmował przed 1991 r. wydawnictwa związane z bieżącym życiem społeczno-politycznym, szczególnie dotyczące działalności PZPR, a także historię (od połowy XIX w.) polskich ruchów: robotniczego, ludowego, zawodowego, młodzieżowego, rozwijających się przede wszystkim pod wpływem ideologii lewicowych.
Wielkość zbiorów Wydziału ZHS wynosi ogółem ok. 157 320 jednostek, w tym:
- książki – ok. 113 970 woluminów,

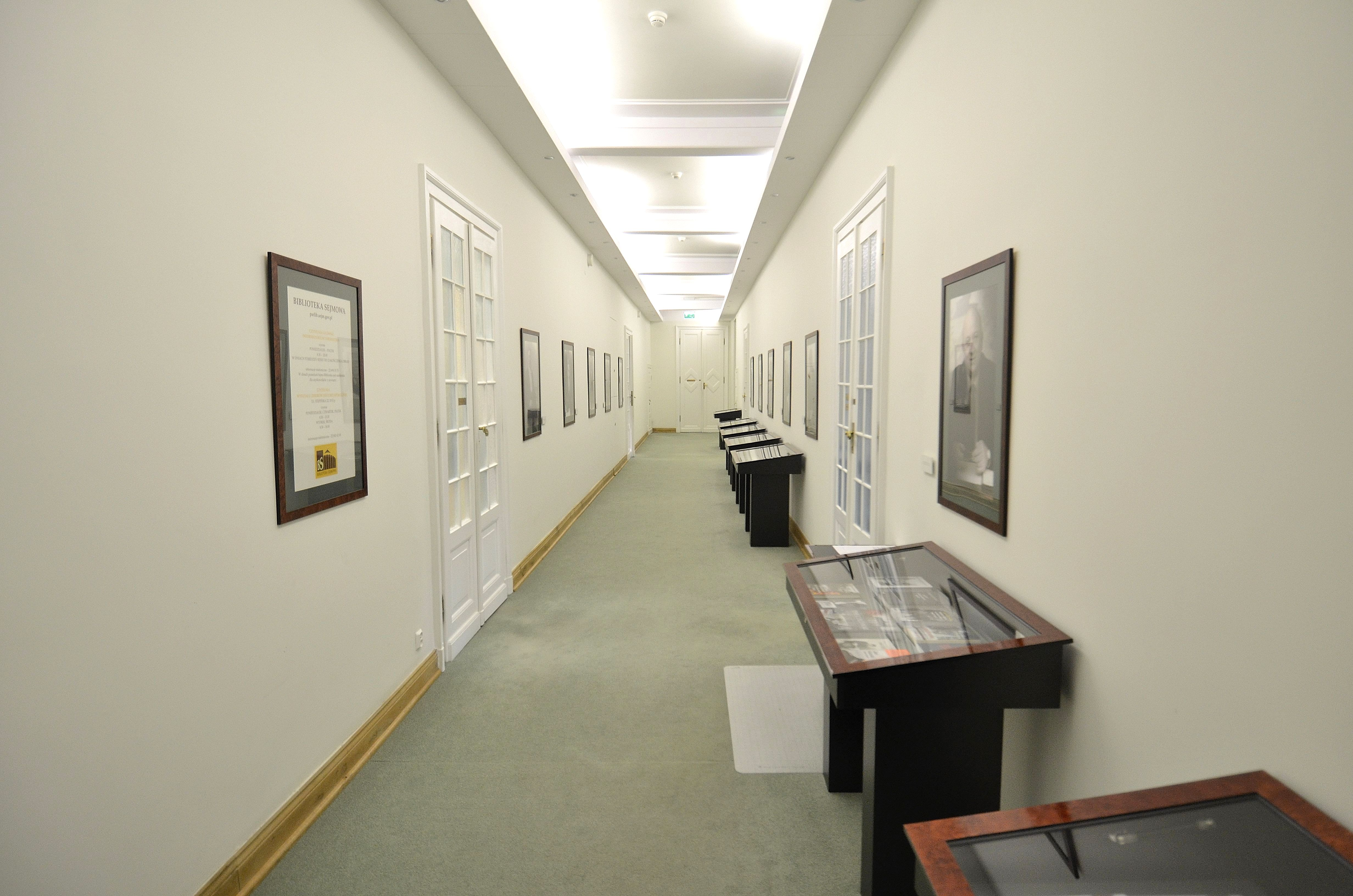
Hall Biblioteki Sejmowej, 2015 r.

- czasopisma – ok. 39 280 woluminów,
- dokumenty życia politycznego – ok. 20 790 dokumentów.

W 2020 otwarto Czytelnię Wydziału Zbiorów Historii Społecznej w nowym budynku Kancelarii Sejmu przy ul. Ludnej 4a.

### Dokumentacja archiwalna[7]
Archiwum Sejmu gromadzi dokumentację wytworzoną w wyniku działalności Sejmu i jego organów, Kancelarii Sejmu oraz biur poselskich. W swoim zasobie posiada również materiały archiwalne dokumentujące historię polskiego parlamentaryzmu.
Zasób Archiwum Sejmu stanowią:
- dokumentacja aktowa z lat 1956-2022 – m.in. protokoły z posiedzeń Sejmu, Prezydium Sejmu, Zgromadzenia Narodowego i komisji sejmowych, zapisy ustaleń Konwentu Seniorów, dokumentacja ustaw i uchwał Sejmu oraz interpelacji i zapytań poselskich, druki sejmowe, sprawozdania stenograficzne z posiedzeń Sejmu itp. – łącznie 1 695,6 m.b., w tym 1 192,4 m.b. akt kat. A;
- nagrania dźwiękowe z lat 1962-2019 – 69 318 jednostek (taśm szpulowych, kaset, płyt CD i kart SD);
- nagrania audiowizualne z lat 1981-1982, 1991-2007 i 2011 – 5 129 jednostek (kaset wideo);
- dokumentacja fotograficzna – zestawy tematyczne z lat 1919-2019 – 16 526 zestawów;
- mikrofisze – wybrana dokumentacja z lat 1919-1939 i 1982-1984 – 1 691 sztuk;
- mikrofilmy – wybrana dokumentacja z okresu XVI-XVIII w. oraz z lat 1919-1939 – 159 zwojów.

### Muzealia[8]
Wydział Muzealiów Biblioteki Sejmowej gromadzi, opracowuje, konserwuje, przechowuje i udostępnia dzieła sztuki, dokumenty, numizmaty i fotografie obrazujące historię polskiego parlamentaryzmu. W zasobach Wydziału zgromadzono ok. 9 430 przedmiotów sztuki: obrazów, grafik, rysunków, plakatów i ulotek wyborczych, medali oraz starych druków i archiwaliów. Zbiory te są udostępniane na wystawach organizowanych w gmachu Sejmu, eksponaty są również wypożyczane innym instytucjom.

## Dyrektorzy
- Henryk Kołodziejski (1919–1939)
- Zofia Hryniewicz (1945–1958)
- Tadeusz Gozdecki (1958–1971)
- Tadeusz Kozanecki (1971–1981)
- Andrzej Gwiżdż (1981–1991)
- Andrzej Mężyński (1991–1992)
- Wojciech Kulisiewicz (od 1992)